# Robert Vehe
Robert Vehe (nascido em 20 de agosto de 1953) é um ex-ciclista olímpico estadunidense. Vehe representou sua nação nos Jogos Olímpicos de Verão de 1976.